# Кунц Лејк (Индијана)
Кунц Лејк (енгл. Koontz Lake) насељено је место без административног статуса у америчкој савезној држави Индијана.

## Демографија
По попису из 2010. године број становника је 1.557, што је 3 (0,2%) становника више него 2000. године.
| Група             | 2000.         | 2010.         |
| Белци             | 1.502 (96,7%) | 1.498 (96,2%) |
| Афроамериканци    | 2 (0,1%)      | 2 (0,1%)      |
| Азијати           | 0 (0,0%)      | 2 (0,1%)      |
| Хиспаноамериканци | 27 (1,7%)     | 34 (2,2%)     |
| Укупно            | 1.554         | 1.557         |